# Stanley Mills

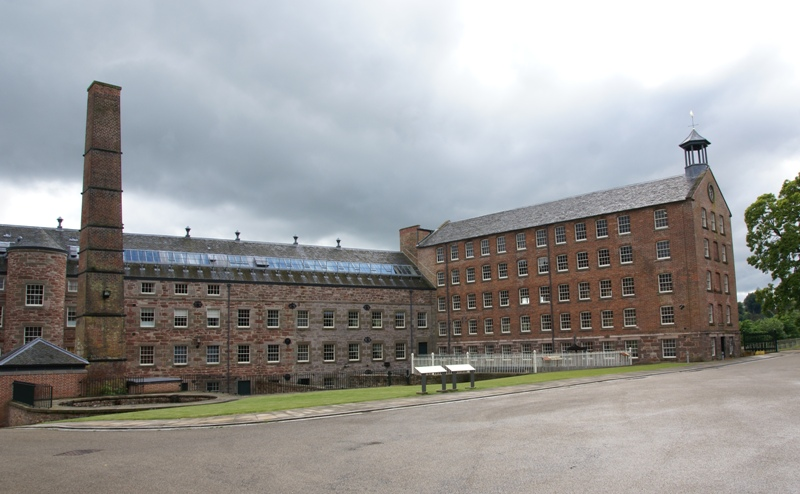
Mid Mill und Bell Mill

Die Stanley Mills sind eine ehemals produzierende Textilmühle in der schottischen Ortschaft Stanley in der Council Area Perth and Kinross. 1971 beziehungsweise 1981 wurden drei der Mühlen in die schottischen Denkmallisten in der höchsten Denkmalkategorie A aufgenommen.

## Geschichte
Auf Grund der reichhaltigen Wasserverfügbarkeit zum Mühlenbetrieb in Perthshire, entwickelte sich früh eine florierende Textilindustrie basierend auf der Verarbeitung von regional produzierter Flachsfaser. Lokale Kaufleute traten im Jahre 1785 an Richard Arkwright heran mit dem Ziel der Gründung einer Textilmühle, in welcher die seit wenigen Jahren importierte Baumwolle verarbeitet werden sollte. 1787 nahm die Bell Mill in Stanley am Tay als erste Fabrik ihren Betrieb auf. Die später ergänzte East Mill diente der Verarbeitung von Flachsfaser. Ein Brand verheerte sie im Jahre 1799. Infolge des Brands und der sich verschlechternden wirtschaftlichen Lage infolge der Napoleonischen Kriege wurden die Stanley Mills im selben Jahr geschlossen.
Mit der finanziellen Unterstützung David Dales, dem Gründer der Mühlensiedlung New Lanark, erwarb James Craig 1801 die Stanley Mills. Die East Mill wurde ab 1802 wiederaufgebaut. Craigs Unternehmung scheiterte jedoch, weshalb die Stanley Mills im Jahre 1813 abermals geschlossen wurde. Das aus Glasgow stammende Unternehmen Buchanan & Co erwarb die Mühle 1823. In den folgenden Jahren wurde die East Mill signifikant erweitert und die Mid Mill bis 1830 errichtet. Auch Außengebäude, wie ein Gaswerk und Arbeiterwohnungen in Stanley, entstanden in diesem Zeitraum. Mit dem Bahnanschluss im Jahre 1848 wurden die Rohstoffströme verbessert. 1852 veräußerte Buchanan die Stanley Mills an Samuel Howard.
Die Schließung der Mühle während der Baumwollhungersnot in den 1860er Jahren führte zu massiver Arbeitslosigkeit in der Region. F.S. Sandeman erwarb die Stanley Mills 1876. Sandeman nahm verschiedene technische Neuerungen vor, welche die Herstellung von Baumwollriemen zum Antrieb von Maschinen ermöglichte. Während beiden Weltkriegen produzierten die Stanley Mills für das Militär. Ein ab 1916 produzierter „endloser“ schmaler Baumwollriemen, der zur Zigarettenproduktion benötigt wurde, half dem Unternehmen durch die wirtschaftliche Depression der 1920er und 1930er Jahre. Mit der Einführung eines Importzolls auf Baumwollgüter im unabhängigen Indien 1947 brach ein wichtiger Markt des Unternehmens ein. Auch der schwindende Bedarf an Textilriemen infolge zunehmender Anlagenelektrifizierung setzte dem Unternehmen zu. In den späten 1960er Jahren produzierte das Unternehmen Kunstfasern. 1989 wurde es aus wirtschaftlichen Erwägungen geschlossen.